# Natallja Woltschak
Natallja Metschislawauna Woltschak (belarussisch Наталья Мечиславовна Волчек; * 6. Januar 1972 in Minsk) ist eine ehemalige belarussische Ruderin.

## Biografie
Natallja Woltschak war Teil der belarussischen Crew, die bei den Olympischen Sommerspielen 1996 in Atlanta Bronze in der Regatta mit dem Achter gewann. Zur Besatzung gehörten neben Woltschak auch: Aljaksandra Pankina, Natallja Laurynenka, Tamara Dawydsenka, Waljanzina Skrabatun, Alena Mikulitsch, Natallja Stassjuk, Marina Snak sowie Steuerfrau Jaraslawa Paulowitsch.